# Foltaknás sörtésmolyfélék
A foltaknás sörtésmolyfélék (Tischeriidae) családját a valódi lepkék alrendjének Heteroneura alrendágába soroljuk. A hagyományos felosztás szerint – amint erre nevük is utal – a molylepkék (Microlepidoptera) közé tartoznak.
Palearktikus elterjedésű, apró termetű molylepkék; Magyarországon 8 fajuk él. Ezen belül:
- a Vértesben öt,[1]
- Somogy vármegyében hat[2]

A Mátra Múzeum gyűjteményében egy fajuk szerepel, a sötétsárga sörtésmoly (Tischeria decidua).
Hernyóik lombos fák leveleiben készítik nagy foltaknáikat, és az aknákban bábozódnak be kokonban vagy anélkül.

## Hazai fajaik
- rózsaaknázó sörtésmoly (Emmetia angusticolella Duponchel, 1843)
- kökényaknázó sörtésmoly (Emmetia gaunacella Duponchel, 1843)
- kormos sörtésmoly (Emmetia heinemanni Wocke, 1871)
- magyar sörtésmoly (Emmetia szoecsi Kasy, 1961)
- szederaknázó sörtésmoly (Emmetia marginella, Tisheria marginea[4] Haworth, 1828) – az egész országban elterjedt.
- sötétsárga sörtésmoly (Tischeria decidua Wocke, 1876)
- sárga sörtésmoly (Tischeria dodonea Stainton, 1858)
- tölgyaknázó sörtésmoly (Tischeria ekebladella Bjerkander, 1795) – a tölgy kártevője

## Névváltozatok
- Foltaknás-sörtésmolyfélék[5]
- Foltaknás sörtésmoly-félék[6]
- Foltaknás sörtésmolyok[7]